# Bore (Schiff, 1966)
Die Bore ist eine schwedische Fähre.
Sie wurde 1966 als Artillerietransportfähre von der Werft Åsiverken in Åmål gebaut und im Herbst an die „Blekinge kustartilleriförsvar“ (deutsch wörtlich in etwa: „Blekinge Küstenartillerieabwehr“) ausgeliefert. Die neue Fähre sollte ein Schiff gleichen Namens ersetzen, das bereits seit 1910 für das Militär im Einsatz war.

## Einsatz
Das Schiff wurde als Militärfähre von 1966 bis etwa 1990 für den Betrieb der Fährverbindung von Karlskrona über die Insel Aspö zur seit dem 16. Jahrhundert bestehenden Festungsinsel Kungsholms fort genutzt, die westlich der Insel Tjurkö liegt. Die Festungsinsel war von 1902 bis 2000 Ausbildungsstätte der Karlskrona kustartilleriregemente KA 2.
Bis die neue Aspöfärjan 1980 in Betrieb genommen wurde, bekam das Schiff weitere Aufgaben, darunter die Beförderung des Baumaterials für die zwischen 1969 und 1971 erbauten Batterien Ellenabben auf Aspö und Järnavik auf Harö und Tärnö. Auf Grund dieser Aufgaben war das Schiff die meiste Zeit doppelschichtig besetzt, da die Verbindung täglich mindestens dreimal bedient wurde.
Ab 1990, als die Bore auf der genannten Route von dem ein Jahr später gebauten Schwesterschiff Heimdal abgelöst wurde, diente das Schiff als Militärtransportfahrzeug sowie als Zielschiff für Torpedoversuche. Dieser Einsatz dauerte bis 2006.
2006 wurde die Bore an John Staaling im dänischen Viborg verkauft, der das Schiff seit 2016 zum Verkauf anbietet. Im August 2017 lag das Schiff außer Dienst in Svendborg.